# نهر تاكو
نهر تاكو هو نهر يمتد من كولومبيا البريطانية كندا إلى الساحل الشمالي الغربي لأمريكا الشمالية في جونو ألاسكا. يمتد حوض النهر على 27,500 كيلومتر مربع (10,600 ميل2). تاكو هو نهر منتِج للغاية لسمك السلمون وحوض تصريفه هو في الأساس برية.
خلال القرن الثامن عشر وأوائل القرن التاسع عشر سيطر هنود تاكو على طرق التجارة على النهر وأجبروا مواطني الداخل على استخدامها كوسطاء بدلاً من السماح بالتجارة مباشرة مع المستوطنين البيض.
أنشأت شركة خليج هدسون مركزًا تجاريًا باسم فورت دورهام. بالقرب من مصب نهر تاكو في أوائل أربعينيات القرن التاسع عشر للاستفادة من طريق التجارة الطبيعي. بحلول عام 1843 تُخلِّي عن فورت دورهام باعتباره غير مربح.